# Samuel Baldwin Marks Young
Samuel Baldwin Marks Young, ameriški general, * 9. januar 1840, Pittsburgh, Pensilvanija, † 1. december 1924, Helena, Montana.

## Življenjepis
Aprila 1861 je vstopil v Kopensko vojsko ZDA kot vojak-prostovoljec čete K 12. pensilvanijskega pehotnega polka. 
Že septembra istega leta je bil povišan v stotnika in premeščen k 4. pensilvanijskemu konjeniškemu polku. Med ameriško državljansko vojno je služil v Army of the Potomac; zaradi svojega poguma je prejel kar tri zaporedne bojne čine v enem letu. 
Maja 1866 je vstopil v redno sestavo KOV ZDA kot poročnik 12. pehotnega polka. Julija istega leta je bil premeščen k 8. konjeniškemu polku. V tej enoti je služil v indijanskih vojnah proti jugozahodnih plemenom; spet se je odlikoval in prejel tri rektroaktivne bojne čine za pogum in izjemno služenje.
Leta 1882 je sodeloval pri ustanavljanju School of Application for Infantry and Cavalry (Fort Leavenworth). Od leta 1883 je služil v 3. konjeniškem polku. Avgusta 1892 je bil premeščen k 4. konjeniškemu polku, leta 1897 pa nazaj k 3. konjeniškem.
Med ameriško-špansko vojno je služil kot poveljnik brigade med kampanju v Santiagu. Isti položaj je zasedel med filipinsko vstajo. Leta 1900 je postal tudi vojaški guverner severnega Luzona.
Med letoma 1901 in 1902 je bil poveljnik Oddelka za Kalifornijo. Novembra 1901 je hkrati postal predsednik odbora War College, julija 1902 pa prvi predsednik Army War College. Marca 1903 je postal član Generalštabnega selekcijskega odbora.
15. avgusta 1903 je postal prvi Načelnik Generalštaba Kopenske vojske ZDA; to dolžnost je opravljal do 8. januarja 1904, ko se je upokojil. 
Pozneje je bil še predsednik preiskovalnega odbora afere Brownsville.
Pokopan je na nacionalnem pokopališču Arlington.

## Napredovanja
- vojak - april 1861
- stotnik prostovoljcev - september 1861 (preskočil vse vmesne čine)
- major prostovoljcev - 1862
- podpolkovnik prostovoljcev - 1864
- polkovnik prostovoljcev - 1864
- bojni brigadni general - 1865
- redni poročnik KOV ZDA - maj 1866
- redni nadporočnik - preskočil
- redni stotnik KOV ZDA - julij 1866
- bojni major - 1867 (retroaktivno)
- bojni podpolkovnik - 1867 (retroaktivno)
- bojni polkovnik - 1867 (retroaktivno)
- redni major - april 1883
- redni podpolkovnik - avgust 1892
- redni polkovnik - junij 1897
- brigadni general prostovoljcev - maj 1898
- generalmajor prostovoljcev - julij 1898
- redni brigadni general - januar 1900
- redni generalmajor - februar 1901
- redni generalporočnik - avgust 1903